# Sonata da camera
La sonata da camera (terme italià que significa "sonata de cambra") aparegué en l'època barroca al costat de la sonata da chiesa; ambdues modalitats van ser essencials per a l'evolució de la forma sonata. La sonata da camera, menys construïda que la sonata da chiesa, és sovint una lliure successió de diferents moviments de dansa; influí en la formació de la suite.
La sonata da camera és un tipus de composició instrumental destinada a l'actuació secular. És una obra instrumental, amb tres o més moviments de dansa (a vegades amb un moviment previ), marcat per a un o més instruments melòdics i el baix continu. Les obres d'Arcangelo Corelli, les opus 2 i 4, contenen exemples típics. Després del 1700 el gènere es fusionà cada vegada més amb la sonata da chiesa; també apareixerien títols com partita o suite per a descriure una sèrie de moviments de dansa.
 Darrer moviment de la sonata a trio número 1, d'Arcangelo Corelli, sobre un típic ritme de giga, un dels ritmes de dansa més habituals en les sonates da camera. (?·pàg.)